# Samuel Kňažko
Samuel Kňažko, född 7 augusti 2002, är en slovakisk professionell ishockeyback som är kontrakterad till Columbus Blue Jackets i National Hockey League (NHL) och spelar för Cleveland Monsters i American Hockey League (AHL).
Han har tidigare spelat för HC TPS i Liiga och Seattle Thunderbirds i Western Hockey League (WHL).
Kňažko draftades av Columbus Blue Jackets i tredje rundan i 2020 års draft som 78:e spelare totalt.

## Statistik
| 2021–2022  | HC TPS                | Liiga      | 1  | 0 | 0  | 0  | 0  | —  | — | — | — | — |
|            | Seattle Thunderbirds  | WHL        | 27 | 5 | 15 | 20 | 12 | 25 | 1 | 5 | 6 | 2 |
| 2022–2023  | Columbus Blue Jackets | NHL        | 1  | 0 | 0  | 0  | 0  | —  | — | — | — | — |
|            | Cleveland Monsters    | AHL        | 49 | 1 | 20 | 21 | 17 | —  | — | — | — | — |
| NHL totalt | NHL totalt            | NHL totalt | 1  | 0 | 0  | 0  | 0  | —  | — | — | — | — |

### Internationellt
| Källa: Uppdaterad: 2023-04-14 | Källa: Uppdaterad: 2023-04-14 | Källa: Uppdaterad: 2023-04-14 |         | Utv = Utvisningsminuter | Utv = Utvisningsminuter | Utv = Utvisningsminuter | Utv = Utvisningsminuter | Utv = Utvisningsminuter |
| År                            | Lag                           | Mästerskap                    | Matcher | Mål                     | Assists                 | Poäng                   | Utv                     |                         |
| ----------------------------- | ----------------------------- | ----------------------------- | ------- | ----------------------- | ----------------------- | ----------------------- | ----------------------- | ----------------------- |
| 2018                          | Slovakien                     | U18-VM                        | 5       | 2                       | 1                       | 3                       | 0                       |                         |
| 2018                          | Slovakien                     | Hlinka Gretzky                | 4       | 0                       | 2                       | 2                       | 4                       |                         |
| 2019                          | Slovakien                     | U18-VM                        | 7       | 0                       | 0                       | 0                       | 4                       |                         |
| 2019                          | Slovakien                     | Hlinka Gretzky                | 4       | 0                       | 0                       | 0                       | 2                       |                         |
| 2020                          | Slovakien                     | JVM                           | 5       | 0                       | 1                       | 1                       | 4                       |                         |
| 2021                          | Slovakien                     | JVM                           | 4       | 0                       | 1                       | 1                       | 14                      |                         |
| 2021                          | Slovakien                     | VM                            | 8       | 0                       | 0                       | 0                       | 0                       |                         |
| 2022                          | Slovakien                     | JVM                           | 2       | 0                       | 1                       | 1                       | 0                       |                         |
| 2022                          | Slovakien                     | OS                            | 7       | 0                       | 1                       | 1                       | 2                       |                         |
| Junior totalt                 | Junior totalt                 | Junior totalt                 | 31      | 2                       | 6                       | 8                       | 26                      |                         |
| Senior totalt                 | Senior totalt                 | Senior totalt                 | 15      | 0                       | 1                       | 1                       | 2                       |                         |